# Kolpochoerus
Kolpochoerus es un género extinto de mamíferos artiodáctilos de la familia Suidae que incluye varias especies de cerdos salvajes africanos.

## Especies
Se reconocen las siguientes:
- K. afarensis - África Oriental (Plioceno)
- K. cookei - Etiopía (Plioceno Superior)
- K. deheinzelini — Chad, Etiopía (Plioceno Inferior)
- K. heseloni[1] - África Oriental (Plio-Pleistoceno)
- K. majus - África Oriental (Pleistoceno)
- K. millensis[2] - Etiopía (Plioceno)
- K. olduvaiensis - África Oriental (Pleistoceno)
- K. paiceae[3] - Sudáfrica (Pleistoceno)
- K. phacochoeroides[4] - Marruecos (Plioceno Superior)
- K. phillipi[5] - Etiopía (límite Plioceno-Pleistoceno)